# 2017年美国卫生保健法
《2017年美国卫生保健法》（H.R.1628（页面存档备份，存于））（英文：American Health Care Act of 2017)，首字母缩写词为 AHCA ，另有多个绰号如： 《川普保健法案》、《瑞安保健法案》、《共和党保健法案》，亦被贬称为《小奥巴马保健法案》，是一项美国国会法案，目的是废除《患者保护与平价医疗法案》（ACA）。它是基于2017年3月6日共和党在众议院首次公布的一项计划，其倡导者声称的第一部分是三阶段废除该法案的计划。
AHCA是一项预算调节法案，为2017年联邦预算的一部分；这一地位意味着不能在美国参议院阻碍该法案，因此可凭借参议院的简单多数票通过该法案。它将废除平价医疗法案在联邦预算范围内的部分，包括包含在美国国内税收法中的相关规定，如「个人强制保险」（in Sec. 205）、公司员工医疗保险（in Sec. 206）以及各种相关税款（Section 201et. seq.），还修订了联邦医疗补助计划（第111至116和121）。
2017年5月4日，美国众议院以217对213票通过《美国卫生保健法》（并由此废除大部分平价医疗法案）、该法案递交到参议院审议。参议院已经表示，他们将编写他们自己版本的法案，而不是对众议院的版本投票。
在参议院最终否决了所有的修正案后，该法案被推延。其中包括共和党领袖米奇·麥康諾给出的所谓“小号废除”计划S.Amdt. 667，被以49-51票否决。参议员约翰·麦凯恩、苏珊·柯琳丝和麗莎·穆爾科斯基是仅有的投票反对议案的共和党人。

## 背景
ACA作为美国医疗系统的一个主要改革方案，由第111届美国国会会议投票通过，并且在2010年由巴拉克·奥巴马总统签字生效。当时，民主党控制着两院的议会和总统。在2012年总统选举中，共和党候选人罗姆尼反对奥巴马医疗法案，承诺废除ACA。 罗姆尼败选后，ACA在奥巴马总统任期内仍然有效，尽管共和党努力废除它。在 第114届美国国会议员会议，共和党通过了一项法案，该法案将废除大部分ACA，但该法案被奥巴马总统否决。 在2016年的总统选举中获胜后，唐纳德·特朗普总统承诺用一个新的法律 "废除并取代" ACA。 2016年大选使共和党控制了执行和立法分支的美国政府机构，但在一百席的参议院，仅获得五十二个席位，共和党人会仍必须依靠一些民主党参议员去克服冗长发言。 但是，参议院的规则中有一个特殊的预算规则称为和解，该规则允许某些与预算有关的法案，以绕过冗长发言并由一个简单的多数票而获得通过。共和党领导人正寻求在参议院使用和解规则以通过AHCA。

## 概述
该法案将允许各州在2020年1月1日之前继续接收ACA医疗补助机构的人员，并且在该日期之后不允许进一步注册。AHCA将向年收入低于75,000美元的人提供基于年龄的抵稅優惠，联合申请人則為低於15万美元。该法案将要求保险公司受理投保前已存在的病患。该AHCA使用一个标准的'连续复盖的'定义由63-天复盖面的空隙，在那里一个人如果已有保险，轉換保险公司時将不需支付更高的保費。不在覆蓋期內的個人如希望购买保险，首年需支付30％的附加費，期滿後返回标准费率。健康和有病的投保人均需支付該额外收费，这可能造成健康的人不願投保，造成整体卫生保健费用上升（见不利选择、风险池）。

### 专家的意见
不同政治派别（自由派、中間派和保守派）的健康护理专家都认为：共和党的保健法案是行不通的，有着致命的缺陷，尽管具体的反对意见的依据来自不同的意识形态的观点。专家们一致认为，该法案远远低于特朗普之前设下的目标—「每个人都负担得起；更低的免赔额和医疗保健开支；更好的医疗服务；以及医疗补助零削减」，因为该法案
1. "几乎可以肯定的"减少整体医疗保健的覆盖范围和提高免赔额；
2. 逐步淘汰医疗补助。

由健康保健专家们所确定的一些关键观点是
1. 为该法案所建立的这种等级的税务信贷不足以支付个人保险，并且将导致部分美国人被甩出医疗保健市场；[23]
2. 该法案的取消的ACA社会评级的规定（禁止保险公司从年长者收取的费用高于它们向年轻人收取费用的三倍）将扩大不同年龄群体的花费不平等，并使美国公民的保险费更向病人倾斜；
3. 保险市场的逆向选择可能使保险公司陷入「死亡螺旋」 ，减少了民众的选择空间；
4. 分阶段膨胀的医疗补助可能导致较贫穷的美国人的健康保险受到损失。

## 保健的覆盖范围和预算分析

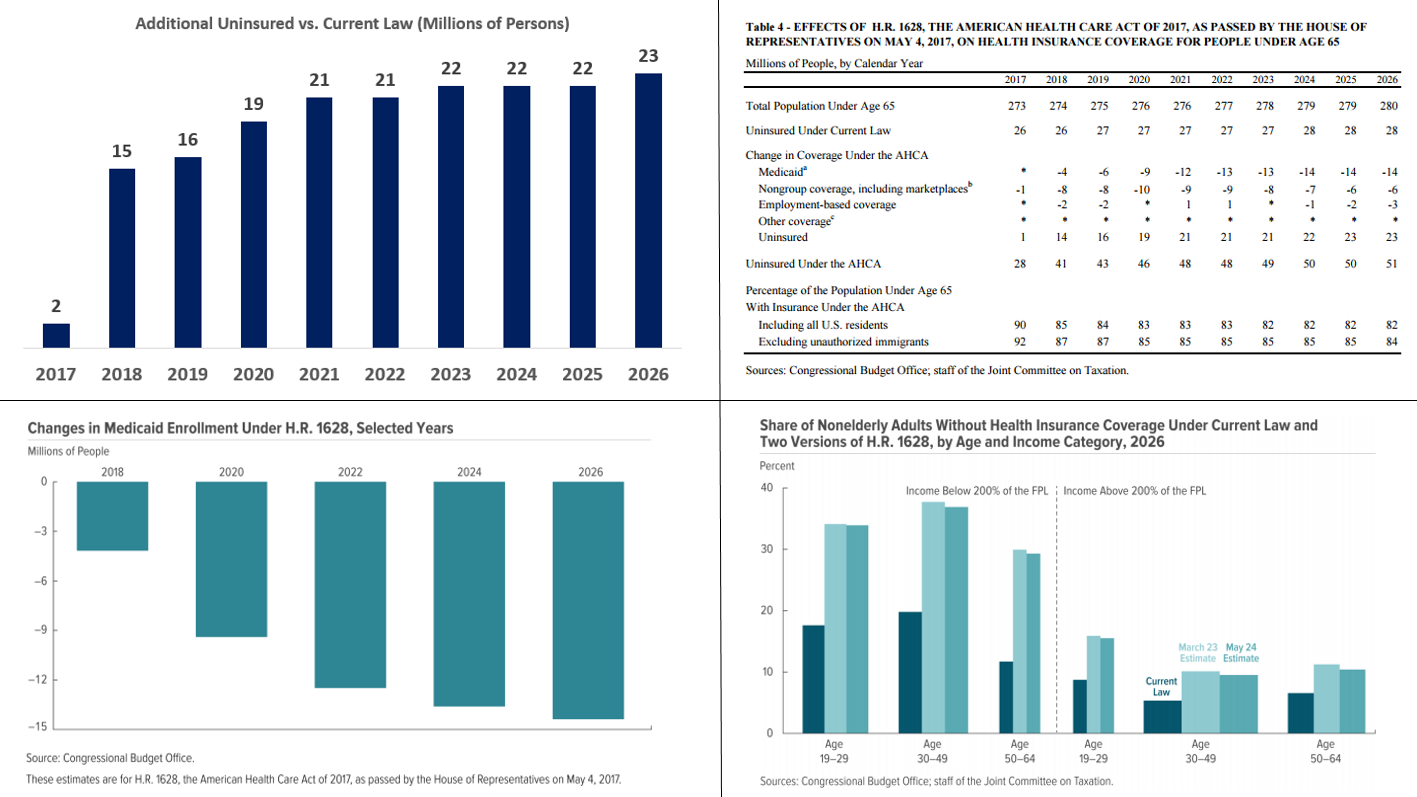
国会预算办公室在2017年5月估计在共和党的AHCA下，与现行法律相比，到2026年有2300万人将失去医疗保险。

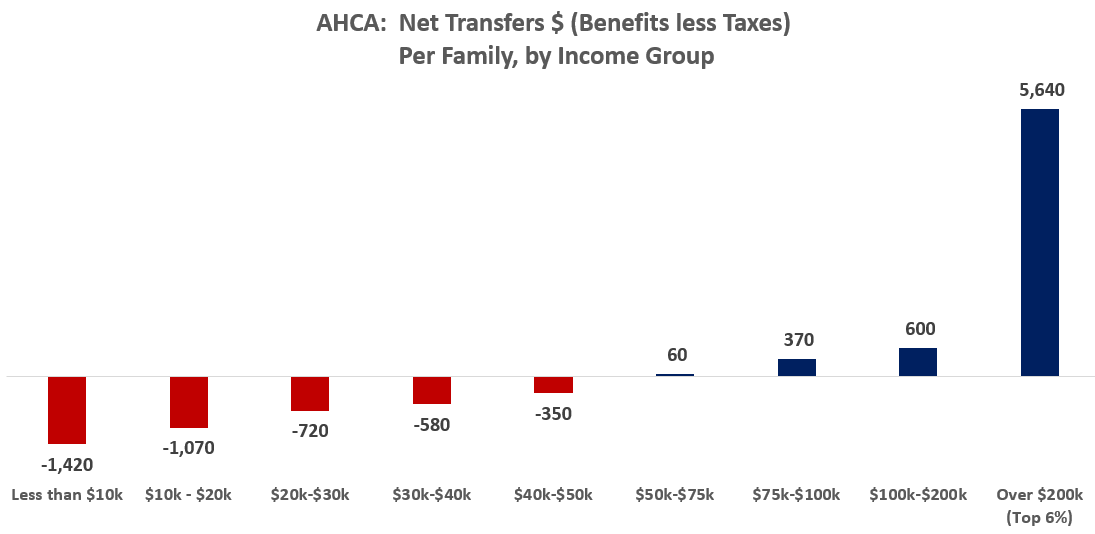
AHCA(共和党医保法案)截至2022年对收入分配的影响。平均收入超过$50,000的家庭将受益，而低于$50,000的家庭花费将增加。

### 原来的版本

#### CBO估计数
非党派的国会预算办公室（社区组织）在2017年3月13日发布了该法案的评分（分析）结论是：
- 与现行法律相比较，医疗保险覆盖范围的人口到2018年将减少1千4百万，到2020年为2千1百万，到2026年为2千4百万。在2018年，大多数的削减是由于直接或间接地取消了个人强迫支付的处罚。以后的削减将归因于医疗补助总额的减少，取消个人强迫支付的处罚，补贴的减少和对某些人收取更高的费用。
- AHCA在超过十年的时间里，相对于现行的法律将减少33亿7千万美元的赤字。在这段时间里将少花约1.2万亿美元，于此同时将减少征收90亿美元的税款。医疗补助的开支将大大减少。收入排在前5%的纳税人要缴纳的税款将大幅下降。
  - 在最初报告之后的协商中，此法律被修改了，导致CBO组织估计赤字在十多年的时间里将减少总共约$15亿美元。[27]
- 保险费最初与现行法律相比将上调，但是在未来会适度下降:"从2020年开始，由于取消了个人强迫支付惩罚而导致的平均保险费增长将被可减少保险费的诸多联合因素完全抵消，这些因素主要有：各州从The Patient and States Stability Fund（CBO和JTC期望各州主要用于限制保险公司投保人的花费而成立的基金会）获得的拨款；停止要求保险公司提供一个计划去覆盖特定比率的覆盖福利成本（需要重新翻译）；一个年轻人的混合投保人群体。到2026年，根据立法，在非团体市场中的个体投保人的平均保费相较于现行法律将减少约10%..."
- 保险费的改变将因年龄不同而有明显的差异："根据该法案，保险公司可以普遍地对年老的投保人收取多于年轻投保人5倍的保险费，而不是现行法律的三倍，基本上降低了年轻成年人的保险费并基本上提高了老年人的保险费。" 这会导致一种年轻投保人的混合团体，而这种团体也是长久以来整体低保险费的原因之一。
- 在现行法律和AHCA中，CBO都假设健康交易市场将保持稳定(即，没有"死亡螺旋")。
- 由于早期的死亡率，社会保障支出将减少："CBO也估计用于社会保障福利的费用将在2017-2026间减少约3亿美元。"
- 医疗补助的支出会增加，因为减少生育控制。 "通过社区组织的估计，在一年的时期中，联邦资金，用于计划生育，将是禁止的立法，出生人数在医疗补助计划将增加数千万，增加直接支出，用于医疗补助的21百万美元在2017年，并通过77美元亿2017-2026的时期。"